# جائزة سلمان واكسمان في علوم الأحياء الجزيئية
تُمنح جائزة سلمان أ. واكسمان في علم الأحياء الدقيقة من قبل الأكاديمية الوطنية الأمريكية للعلوم «تقديراً للتميز في مجال علم الأحياء الدقيقة». سُميت الجائزة على اسم سلمان واكسمان، وقد مُنحت لأول مرة عام 1968. هي جائزة قدرها 5000 دولار متضمنة في التكريم.

## قائمة الفائزين بالجائزة
المصدر: الأكاديمية الوطنية للعلوم
- باسكال كوسارت (2021)

لمساهماتها الرائدة في مجال علم الأحياء الدقيقة الخلوية وعملها الأساسي في الكشف عن آليات جديدة تحكم التفاعل بين البكتيريا المسببة للأمراض داخل الخلايا الليستريا ومضيفها من الثدييات، بالإضافة إلى مساهماتها العديدة في دعم علم الأحياء الدقيقة في جميع أنحاء العالم.
- شارون آر لونج (2019)

من أجل البحث الرائد الذي يحدد الآليات الجزيئية الكامنة وراء التعايش المهم المثبت للنيتروجين بين ريزوبيوم والبقوليات، كان للبحث الذي كان له آثار كبيرة على تفاعلات الميكروب مع المضيف بشكل عام.
- برنارد رويزمان (2017)

لمساهماته العديدة في فهم الآليات التي تتكاثر بها فيروسات الهربس وتسبب المرض.
- سوزان جوتسمان (2015)

لتحويل فهمنا لتنظيم ما بعد النسخ في البكتيريا من خلال آليات التحلل البروتيني الخاضع للرقابة والحمض النووي الريبي الصغير.
- جيفري جوردون (2013)

لدراساته الرائدة متعددة التخصصات حول الميكروبيوم البشري ولتحديد الأسس الجينومية والاستقلابية لإسهاماته في الصحة والمرض.
- كارول أ.جروس (2011)

لدراساتها الرائدة حول آليات النسخ الجيني والتحكم فيها، ولتحديد أدوار عوامل سيجما أثناء التوازن وتحت الضغط.
- جوناثان بيكويث (2009)

للمساهمات الأساسية في تنظيم الجينات، واستهداف البروتين وإفرازه، والكيمياء الحيوية لثاني كبريتيد، وكذلك لتطوير اندماج الجينات كأداة تجريبية.
- ريتشارد إم لوسيك (2007)

لاكتشاف عوامل سيجما البكتيرية البديلة وإسهاماته الأساسية في فهم آلية التبويض البكتيري.
- لوسي شابيرو (2005)

لعملها الرائد الكشف عن الخلية البكتيرية كنظام متكامل مع دوائر النسخ المتشابكة مع النشر ثلاثي الأبعاد للبروتينات التنظيمية والصرفية.
- ستانلي فولكو (2003)

لإسهاماته العديدة في فهم الآليات التي تسبب البكتيريا من خلالها العدوى والمرض.
- نورمان آر بيس (2001)

لإحداث ثورة في علم الأحياء الدقيقة من خلال تطوير طرق يمكن من خلالها اكتشاف الكائنات الحية الدقيقة وتحديدها وربطها نسبيًا دون الحاجة إلى الزراعة في المختبر.
- ر.جون كولير (1999)

لمساهمته الأساسية في فهم التسبب البكتيري من خلال توضيح عمل سم الدفتيريا.
- Carl R. Woese (1997)

لاكتشاف مملكة الحياة، فإن الأركيا - باستخدام متواليات الحمض النووي الريبي الريبوسومي لدراسات علم الوراثة للكائنات الحية الدقيقة - قد أثرت على مفاهيم التطور والإيكولوجيا الميكروبية ولها تطبيقات تقنية وصناعية كبيرة.
- رالف س وولف (1995)

لتوضيح المسار الكيميائي الحيوي لاختزال ثاني أكسيد الكربون إلى الميثان في الكائنات الحية الدقيقة وفي سياق هذا العمل تحديد مسارات كيميائية حيوية جديدة وإنزيمات وعوامل مساعدة.
- بوريس ماجاسانيك (1993)

لمساهماته في فهمنا لقمع الهدم، واستقلاب الأحماض الأمينية، وتنظيم التمثيل الغذائي للنيتروجين في البكتيريا.
- ميلفين آي سيمون (1991)

لاكتشافاته في مجال الانجذاب الكيميائي البكتيري، بما في ذلك توضيح تباين الطور السوطي وتنشيط المحرك السوطي عن طريق الإشارات التي تتوسطها المستقبلات المنقولة من خلال عمليات نقل مجموعة البروتينات الفوسفورية.
- برنارد ديفيز (1989)

لتطويره المبتكر لتقنية البنسلين لعزل المسوخ والريادة في تطبيقه على علم وظائف الأعضاء الميكروبية.
- هارلاند جي وود (1986)

لدراساته الكلاسيكية في آليات تثبيت ثاني أكسيد الكربون في البكتيريا غيرية التغذية، والتي امتدت لنصف قرن وأحدثت ثورة في فهمنا للأدوار البيوكيميائية لثاني أكسيد الكربون.
- بورنيل دبليو شوبين (1984)

لاكتشافاته لآليات جديدة في تكاثر فيروسات المخاطية والفيروسات المخاطانية، وفي التسبب الفيروسي، وفي التعبير الجيني الفيروسي.
- إروين سي جونسالوس (1982)

لدراساته الرائدة في الكيمياء الحيوية الميكروبية.
- جوليوس أدلر (1980)

لدراساته الرائدة في الحركة والتركيز الكيميائي في البكتيريا.
- هوارد جرين (1978)

لإسهاماته الأساسية في بيولوجيا خلايا الحيوانات المستزرعة.
- سيدني بيستكا (1977)

لمساهماته في علم الأحياء الدقيقة.
- والاس بي رو (1976)

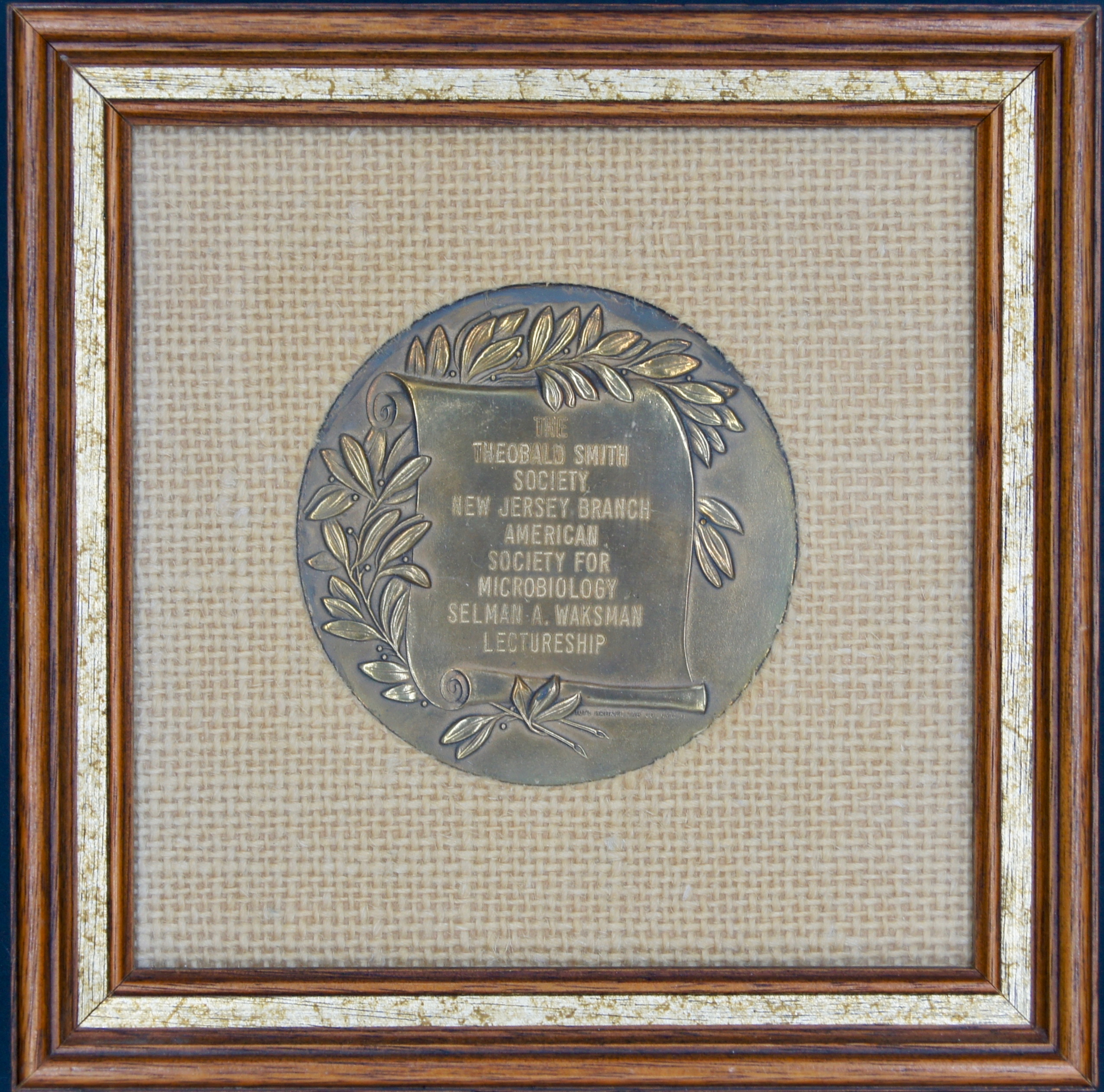
وسام جائزة سلمان أ. واكسمان - منظر أمامي (1977)

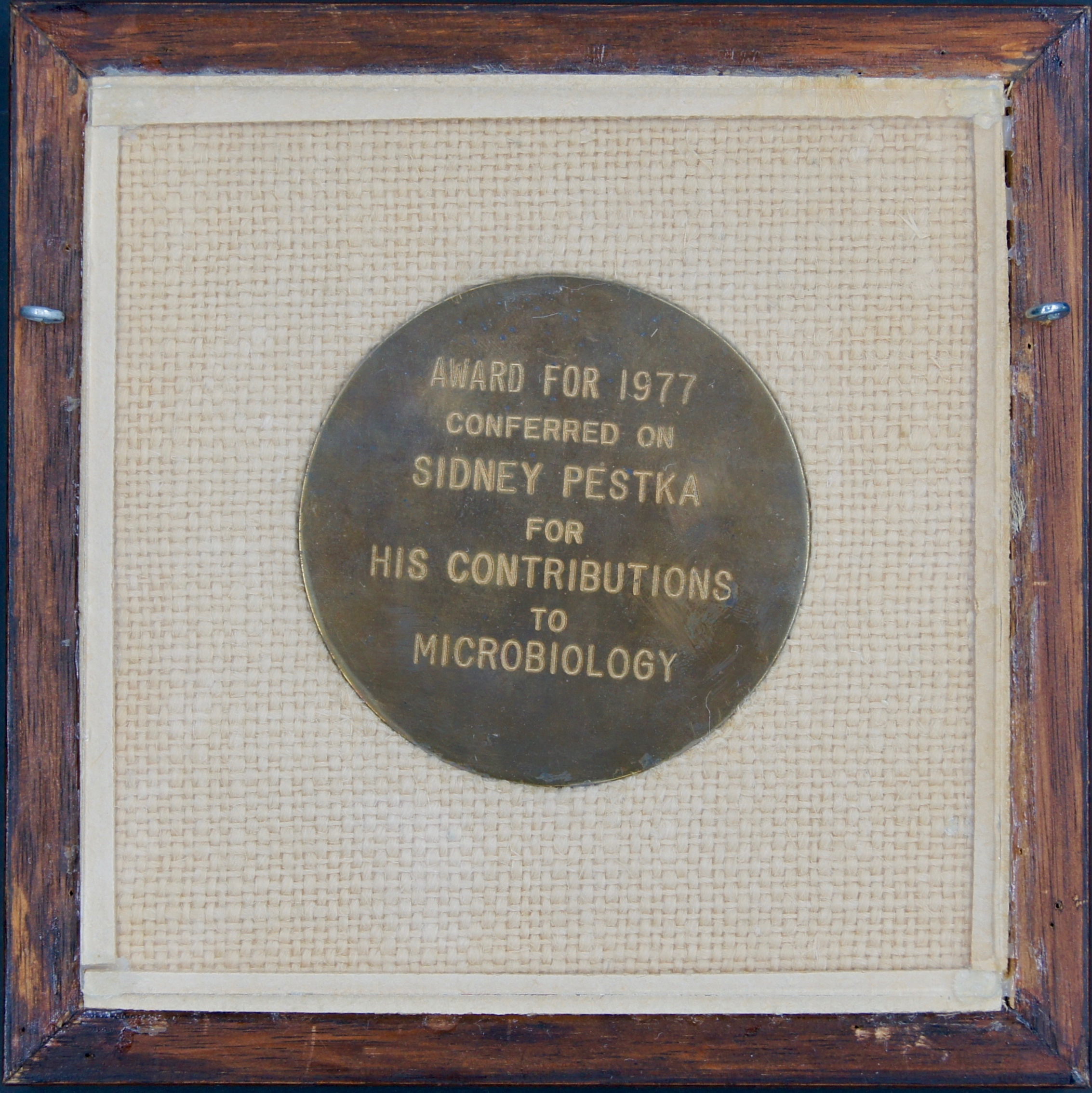
ميدالية جائزة سلمان أ. واكسمان - منظر خلفي (1977)

لمساهماته الأساسية في فهمنا لبيولوجيا فيروسات الأورام.
- ريناتو دولبيكو (1974)

لتمديده إلى الفيروسات الحيوانية الأساليب الكمية الدقيقة التي تم تطويرها مع الفيروسات البكتيرية، وبالتالي الكشف عن اندماج فيروسات الورم في الكروموسومات المضيفة.
- تشارلز يانوفسكي (1972)

لمساهماته البارزة في العديد من جوانب علم الوراثة الميكروبية والجزيئية.
- إيرل ريس ستادتمان (1970)

لإسهاماته البارزة في مجال الكيمياء الحيوية الميكروبية.
- جاك إل سترومينجر (1968)

لدراساته الأنيقة حول التخليق الحيوي لجدار الخلية البكتيرية وطريقة عمل المضادات الحيوية.

## روابط خارجية
- جائزة سلمان أ. واكسمان في موقع الأكاديمية الوطنية للعلوم في علم الأحياء الدقيقة